# Deborah Berger
Deborah Claire Berger (* 1956 in Englishtown, New Jersey; † 21. Mai 2005 in New Orleans) war eine US-amerikanische autodidaktische Künstlerin der Art brut, die Textilarbeiten schuf.

## Leben
Deborah Berger wurde als Tochter von Yvonne Aline Wolger Berger und Milton Berger in Englishtown, New Jersey, geboren. Sie wuchs zusammen mit ihren Geschwistern Joel, Linda, Victor und Karen auf. Berger lernte schon als kleines Kind das Handarbeiten und galt als strickendes Wunderkind. Mit zehn Jahren fertigte sie Kleider für sich selbst, Spielzeug und andere Dinge. Aufgrund der Diagnose Autismus besuchte sie Internatsschulen für Kinder mit besonderen Bedürfnissen in Pennsylvania und Texas. Später machte sie ihren Abschluss am Middlesex County Community College in New Jersey. Als Erwachsene lebte sie selbstständig allein in einer Wohnung in New Orleans, hatte aber nie eine feste Arbeit. Sie hatte oft Ärger mit der Polizei und gelegentlich rechtliche Probleme wegen störenden oder unangemessenen Verhaltens in der Öffentlichkeit. Finanziell wurde sie hauptsächlich von ihren Verwandten unterstützt, ergänzt durch ihre gelegentliche Arbeit als Aktmodell für andere Künstler. Berger interessierte sich für die Wicca-Bewegung, beteiligte sich vehement an Diskussionsgruppen im Internet zu diesem Thema und verwendete das Pentagramm als Symbol auf einigen ihrer Hüte. Sie strickte und häkelte ihr ganzes Leben lang und entwarf eine umfangreiche Garderobe mit farbenfrohen Unikaten in ihrem ganz eigenen Stil, die sie auch selbst trug. Die letzten fünf Jahre vor ihrem Tod lebte sie in New Orleans. Sie wurde auf dem „Garden Of Memories Cemetery“ in  Metairie beigesetzt.

## Werk
Bergers Werk lässt sich der Textilkunst zurechnen. Ihr Nachlass umfasst mehr als hundert Stücke, darunter Patchwork-ähnliche Decken, Teppiche, Körbe und übergroße Spielzeuge und komplexe skulpturale Formen aus Garn. Sie fertigte eine große Sammlung von tragbaren Masken und auf Papier gezeichneten Maskenentwürfen. Bei den meisten ihrer Werke handelt es sich um tragbare Kleidungsstücke: Neben den Masken und kunstvollen skulpturalen Kopfbedeckungen fertigte sie stark gemusterte und „farbenfrohe Ensembles aus Kleidern und Accessoires wie Baskenmützen, Kopfbedeckungen, Handtaschen, Schals, Tücher, Ringe, Ohrringe und Anstecker. Auf Fotos posierte Berger mit ihren Kreationen, die Farben und Muster, Hüte und Kleider sind sorgfältig aufeinander abgestimmt“.
Nach ihrem Tod entdeckte ihre Familie die zahlreichen gestrickten und gehäkelten Kunstwerke und präzise gearbeiteten Kleidungsstücke sowie Archivdokumente zu Bergers Arbeit. Nach dem Hurrikan Katrina, als das New Orleans Museum of Art den Erhalt der Werke nicht gewährleisten konnte, übertrug es sie in die ständige Sammlung des American Visionary Art Museum.
Ausstellungen:
- 2020: The Science and Mystery of Sleep. American Folk Art Museum[4]
- 2015: When the Curtain Never Comes Down. American Folk Art Museum[5]
- 2010: Life, Liberty & the Pursuit of Happiness. American Visionary Art Museum
- 1984: Mercer County Artists 84. Die regenbogenfarbene Orlon-Maske Bergers erhielt eine lobende Erwähnung. Mercer County Community College[3]